# .450 Nitro Express
.450 nitrous express — патрон для крупнокалиберных винтовок Англии.

## История
Также как и многие другие мощные патроны данный экземпляр был разработан и появился в Англии приблизительно в 1898 году конструктором Джеффери (Jeffery).
Предназначение: охота на крупную африканскую и индийскую дичь.
Патрон .450/.400 Nitro Express 3" и .450/.400 Nitro Express 3.25", различаются длиной гильзы указанной в дюймах.
Название «нитроэкспресс» в начале XX века относилось к патронам, снаряжённым быстрогорящим нитроглицериновым порохом (кордитом) и осталось за .450 Nitro Express по традиции по сей день, хотя сейчас этот патрон обычно снаряжается другими видами пороха.
Патрон и оружие на 3.25" производятся исключительно на заказ.
Большее распространение получили патроны и оружие на .450/.400 Nitro Express 3".
Аналогичные названия патрона: .450/.400 Nitro Express 3", .450/.400 Jeffery Nitro Express 3", 400 Jeffery Express 3", XCR 10 076 BBC 030, SAA 7190.
Оружие и патроны производятся ограниченными партиями в Англии и с 1942 года в США.
Используются в одноствольных и двуствольных штуцерах. Пристрелочная дистанция - обычно 100 метров.
Боеприпас .450/.400 оснащён гильзой с выступающим фланцем без проточки.

## Баллистические характеристики
Баллистические характеристики .450/.400 Nitro Express 3.25"
Масса пули, г 31,2
Тип пули VMR, TMR
Начальная скорость пули, м/с 655
Дульная энергия, Дж 6695
Превышение траектории полёта пули над линией прицеливания,
см, на дистанции пристрелки 100 м* 4,0
Баллистические характеристики .450/.400 Nitro Express 3"
Масса пули, г 25,92
Тип пули VMR, TMR
Начальная скорость пули, м/с 645
Дульная энергия, Дж 5387
Превышение траектории полёта пули над линией прицеливания,
см, на дистанции пристрелки 100 м* 3,0